# Lilla Klittjärnen
Lilla Klittjärnen är en sjö i Rättviks kommun i Dalarna och ingår i Dalälvens huvudavrinningsområde.